# Caryedon angeri
Caryedon angeri là một loài bọ cánh cứng trong họ Bruchidae. Loài này được Semenov miêu tả khoa học năm 1896.